# Íleo paralítico
O íleo ou ileus (também íleo paralítico ou íleo adinâmico) é um problema em que os movimentos contrácteis normais da parede intestinal se detêm temporariamente.
Tal como em uma obstrução mecânica, o íleo impede o trânsito do conteúdo intestinal. No entanto, ao contrário da obstrução mecânica, o íleo raramente evolui para uma perfuração.

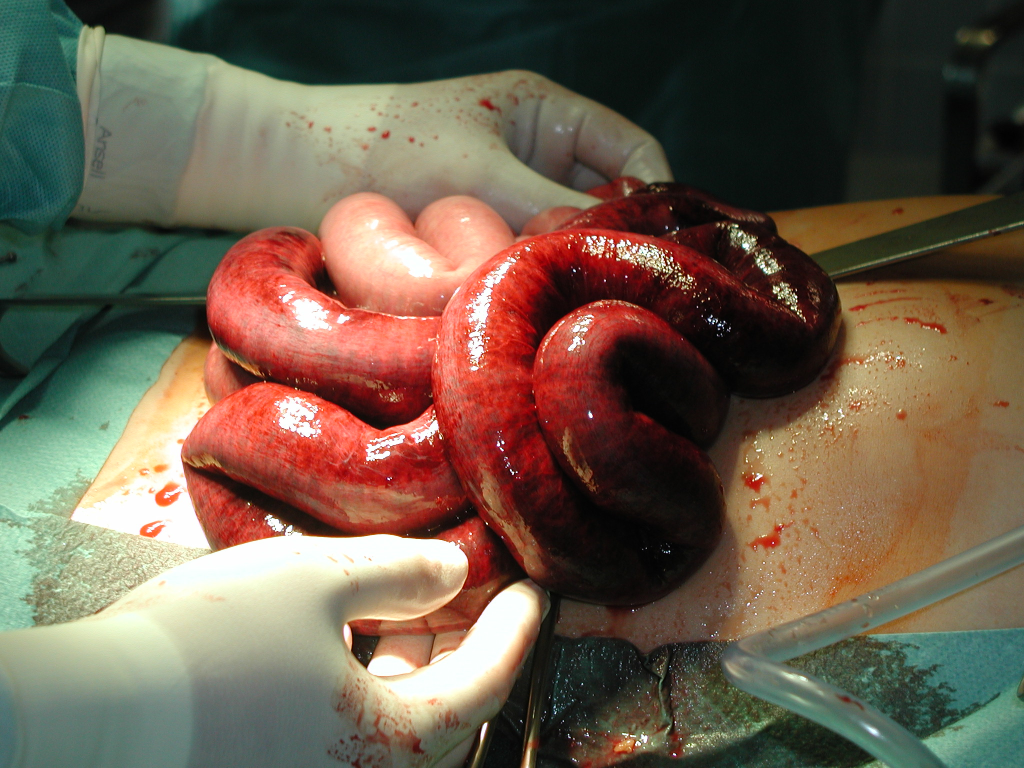
Ileus2

O íleo adinâmico pode ser provocado por uma infecção ou por um coágulo sanguíneo no interior do abdómen, por uma redução do fornecimento de sangue ao intestino devido à arteriosclerose ou pela lesão duma artéria ou de veias intestinais.
Também pode ser provocado por problemas extra-intestinais (fora do intestino), como a insuficiência renal ou valores anormais de electrólitos no sangue (por exemplo, uma baixa concentração de potássio ou uma elevada concentração de cálcio). Outras causas de íleo são certos fármacos e uma glândula tiróide hipoactiva. O íleo é uma circunstância habitual durante 24 a 72 horas depois duma cirurgia abdominal.

## Sintomas e diagnóstico
Os sintomas dum íleo consistem em distensão abdominal, vómitos, obstipação intensa e cólicas. Com o fonendoscópio podem ouvir-se ruídos intestinais escassos ou até nenhum. Uma radiografia ao abdómen mostra as ansas intestinais dilatadas. Por vezes, faz-se uma colonoscopia (um exame do cólon mediante um tubo de visualização) .

## Tratamento
O objectivo é aliviar a acumulação de gases e de líquido provocada pelo íleo. Para isso, às vezes introduz-se uma sonda no intestino grosso através do ânus. Além disso, é introduzida uma sonda pelo nariz até ao estômago ou ao intestino delgado, que se liga a uma sistema de aspiração para aliviar a pressão e a distensão. O paciente não deve comer nem beber nada até que a crise tenha passado. São administrados líquidos e electrólitos por via endovenosa.